# St. Bonifatius (Schöndorf)

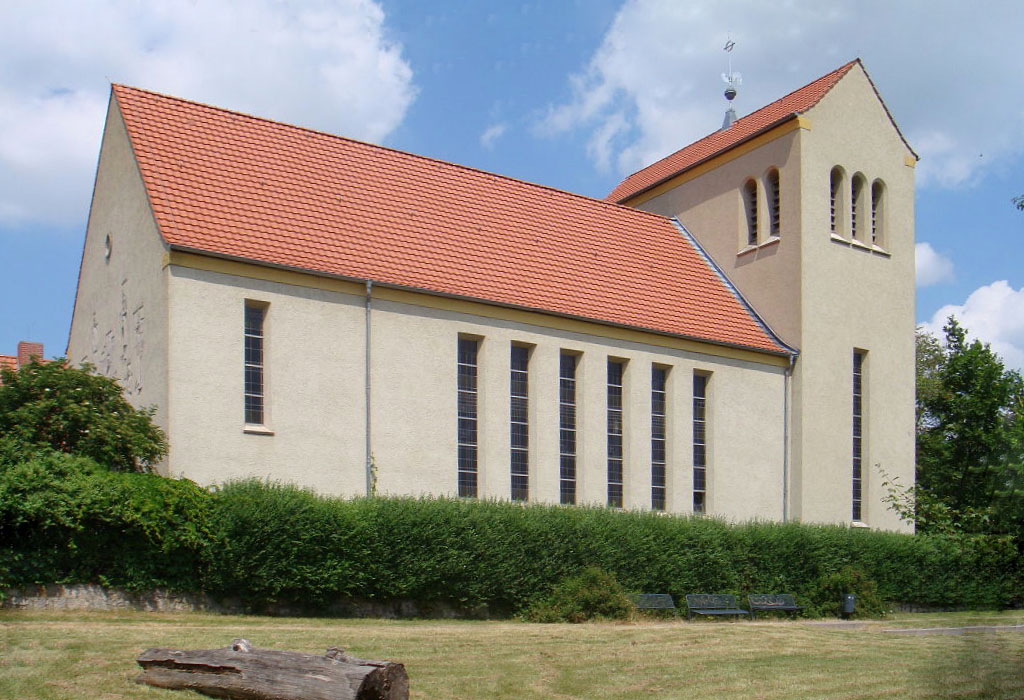
St.-Bonifatius-Kirche

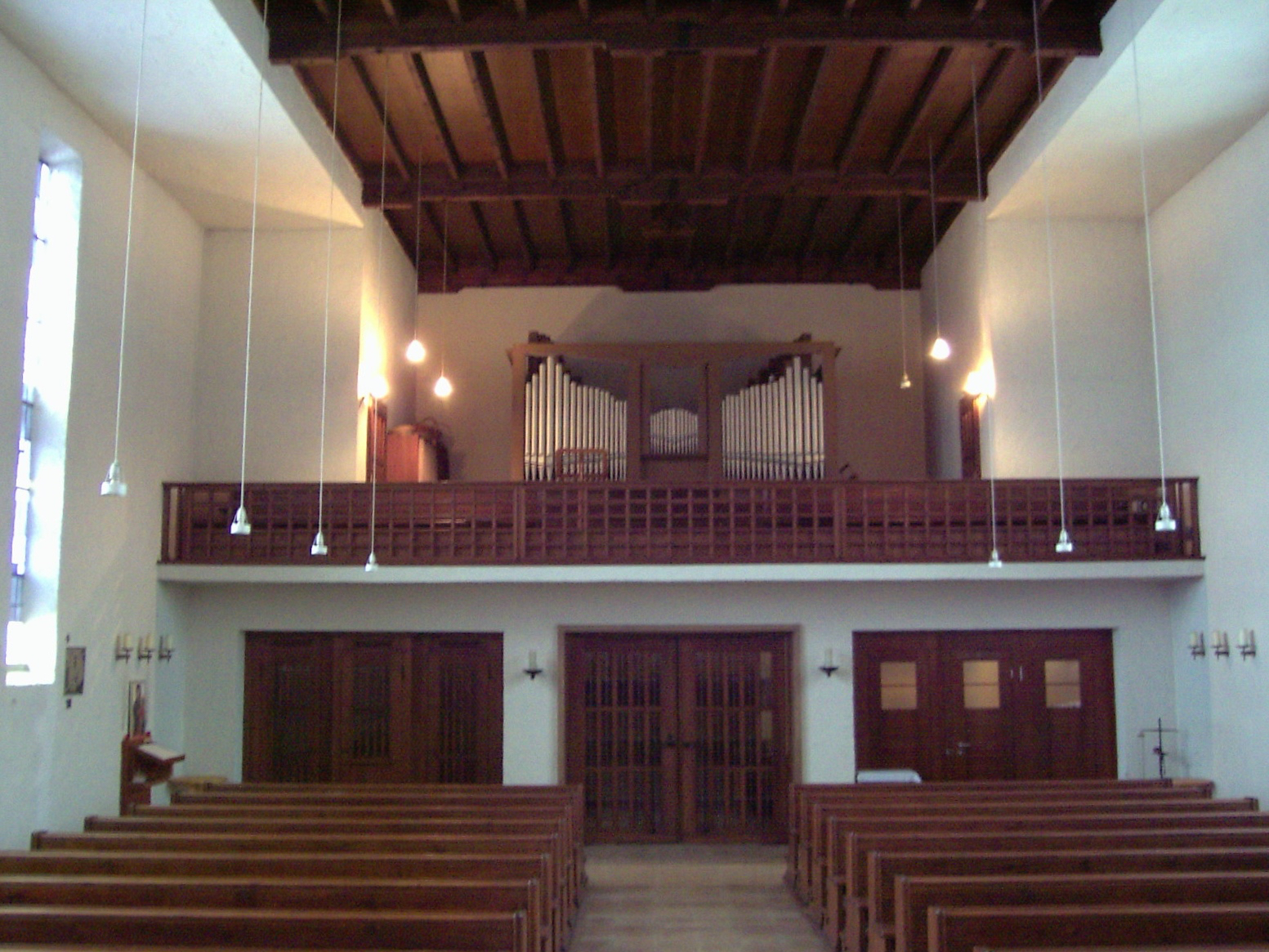
Orgelempore

Die römisch-katholische Filialkirche St. Bonifatius steht in Schöndorf in der thüringischen kreisfreien Stadt Weimar. Sie ist Filialkirche der Pfarrei Herz Jesu Weimar im Dekanat Weimar des Bistums Erfurt. Sie trägt das Patrozinium des heiligen Bonifatius.

## Lage
Die Kirche steht in der Edith-Stein-Straße 1.

## Geschichte
In die Siedlung Weimar-Schöndorf kamen 1941 viele deutsche Katholiken aus Rumänien. Der Gottesdienst fand zunächst in der Schule bzw. in einem Gasthofsaal statt. Seit 1947 bildet dieser Bezirk der Pfarrei Weimar einen eigenen Seelsorgebezirk, zuerst mit Sitz in Liebstedt, seit 1954 mit Weimar-Schöndorf als dem Seelsorgezentrum. Nachdem bei der katholischen Jugend des Generalvikariats Erfurt der Wunsch aufgekommen war, der Schreckensstelle Buchenwald auf dem Ettersberg eine Stätte des Friedens entgegenzusetzen, wurde ein Kirchenbau geplant. Da 1954 der 1200-jährige Todestag des heiligen Bonifatius gefeiert wurde, bekam die Kirche das Bonifatius-Patrozinium.
Der Architekt Johannes Reuter (1897–1975) aus Bitterfeld lieferte den Entwurf für die geostete Kirche. Es ist nach dem Geologen Walter Steiner ein sonst in Weimar nicht verwendetes Gestein anzutreffen: bruchrauhe und rotfleckige Gneisplatten. Verwendet wurde hier u. a. auch Ehringsdorfer Travertin, Oberdorlaer Schaumkalk.
Die Kirche wurde ab 1955 erbaut und am 26. Mai 1957 durch den Weihbischof Joseph Freusberg geweiht. Darstellungen aus dem Leben des heiligen Bonifatius wurden über dem Eingangsportal angebracht.
Im Jahr 1995 kamen vier Karmelitinnen aus dem Karmel Heilig Blut in Dachau nach Weimar-Schöndorf und gründeten dort den Karmel St. Theresa, die Schwestern wohnten im Pfarrhaus der St.-Bonifatius-Kirche. Die Sakristei wurde zu einer Kapelle für die Schwestern umgestaltet. Es war die erste Klosterneugründung in den neuen Bundesländern nach 1990. Im Mai 2020 wurde die Ordensniederlassung wieder aufgelöst.
Das zuständige Pfarramt ist die Katholische Pfarrei Herz Jesu Weimar in der Paul-Schneider-Straße 3, ehemaligen Lottenmühle.